# 하피줄라 아민
하피줄라 아민(다리어·파슈토어: حفيظ الله امين, 1929년 8월 1일 ~ 1979년 12월 27일)은 아프가니스탄의 정치인으로 아프가니스탄 민주공화국의 제2대 혁명평의회 의장을 지낸 바있다.
파슈툰인 출신으로 카불 대학을 졸업하고 미국 컬럼비아 대학교에서 대학원 공부를 했으며 이후 아프가니스탄으로 귀국해 교사가 되었다. 그리고 아프가니스탄 인민민주당에 합류해 1978년 4월 27일 바브라크 카르말, 누르 모하마드 타라키 등과 함께 쿠데타를 일으켜 대통령 모하마드 다우드 칸을 살해했다.
이후 보안관 총리와 아프가니스탄 인민민주당의 사무총장을 역임했으며 여러 유럽 대사들을 추방하고 아프가니스탄 내의 정치 권력을 확보했다. 하지만 대통령에 오른 타라키와 정치적 갈등을 일으키다가 소련의 지도자 레오니트 브레즈네프와 비밀리에 모의해 1979년 9월 16일 쿠데타를 일으켜 타라키를 살해하고 병사로 위장해 발표했다.
그리고 대통령 자리에 올라 3개월의 임기 동안 1만 8000명의 정치적 반대자들을 처형하는 만행을 저질렀고 인기 있는 사람은 아니었으며 암살 위협에 시달려야 했다. 또한 이 기간 동안 많은 아프가니스탄인들이 이란, 파키스탄으로 도주해 무장 반군을 조직해 페샤와르 등지에서 항전했다.
1979년 11월 팍티야주에 대규모 토벌 공세를 일으켜 무장 조직들을 거의 제거하고 파키스탄 국경 지역의 마을들을 모두 전멸시켰다. 이런 상황 속에서 소련은 아프가니스탄의 상황이 약화되고 있음을 알고 비밀리에 아프가니스탄 침공을 계획했다.
비밀 경찰 책임자이던 아민의 조카가 암살당했고 1979년 12월 13일 전격적으로 소련의 침공이 시작되어 국가보안위원회 요원들이 카불의 대통령궁에도 잡입해 12월 27일 대통령궁을 습격했고 아민은 결국 사살당했다. 소련 지도부가 아민을 암살한 원인에 대해서는 두 가지 주요 설이 존재한다. 첫 번째는 소련 지도부가 아민을 미국의 첩자로 판단해서 암살 작전을 실행했다는 설이며, 두 번째는 아민의 정책이 극단적이며, 오히려 공산화의 걸림돌이 된다는 이유로 실행했다는 설이다.
| 전임 누르 모하마드 타라키 | 아프가니스탄의 혁명평의회 의장 1979년 9월 16일 ~ 1979년 12월 27일 | 후임 바브라크 카르말 |